# Padergnone (Zanica)
Padergnone [padeɾˈɲoːne] (Padergnù [padɛɾˈɲu] in dialetto bergamasco) è una delle due frazioni di Zanica, in provincia di Bergamo, collocata al confine col comune di Grassobbio.
Il suo nome deriverebbe dal latino paternus fundus ("fondo ereditato dal padre").
Con "Padergnone" si identifica allo stesso modo la frazione e la villa, in quanto a partire da quest'ultima si è sviluppata, nel corso degli anni, la frazione omonima.
Il borgo è il risultato di diverse stratificazioni architettoniche, collocabili tra XI e XIX secolo.

## Storia

### Epoca romana
Tre lapidi funerarie, risalenti al I secolo d.C., ritrovate nel 2006 durante i lavori di restauro dell'ex oratorio cinquecentesco già di S. Michele, testimoniano del fatto che l'area fosse già frequentata in epoca romana. In una di esse, che presenta un foro al centro, compare il nome "Vettius"; dalla gens dei Vettii, attestata anche a Clusone, derivò proprio il toponimo del paese, poiché anticamente la zona era detta (prata) vettianica ("prati dei Vettii"). Nel 1875 l'archeologo Gaetano Mantovani (1844-1925) attestava il rinvenimento di resti pavimentali appartenenti ad un tepidarium, venuti alla luce durante i lavori di abbattimento di un albero secolare; Elia Fornoni sostenne così l'ipotesi dell'esistenza di un complesso termale nel luogo su cui sorge la villa. Una traccia della frequentazione romana è rappresentata infine dalla cosiddetta "Stele di Sempronius", rinvenuta in zona nel XVIII secolo e conservata nel civico museo archeologico di Bergamo.

### Medioevo
La storia scritta del Padergnone inizia nel maggio del 1010, quando in loco Paternioni vengono stipulati atti notarili riguardanti la vendita di appezzamenti terrieri (le pergamene si conservano presso l'archivio della Curia di Bergamo); veniamo così a conoscenza dei primi abitanti del luogo: Teuzo del fu Milone, i suoi figli Gumperto, Gosperto e Vincenzo, Audeverti e suo padre Giovanni, l'arcidiacono Reginfredo del fu Oberto.
Successivamente, degni di nota sono i documenti trecenteschi relativi alla definizione dei confini di Azzano San Paolo, Orio al Serio, Grassobbio e Seriate. In quest'ultimi il Padergnone è citato insieme ad un'altra località scomparsa: "Breniadesco". Il suo nome deriverebbe dal termine bregnato, che significa “ricoperto da rovine”: ulteriore conferma della presenza, su questi terreni, di antiche costruzioni in disuso. Ma come si presentava il Padergnone sul finire del XIV secolo? Nella parte sud del complesso (occupata dal giardino) si sviluppava l'antico castrum: esso comprendeva una cappella, una fornace per la calce e senza dubbio altre costruzioni medievali in decadenza, circondate da un fossato non più visibile; risalgono probabilmente a questa epoca le massicce colonne di mattoni del lato nord del cortile centrale.

### Quattrocento: i Poncini

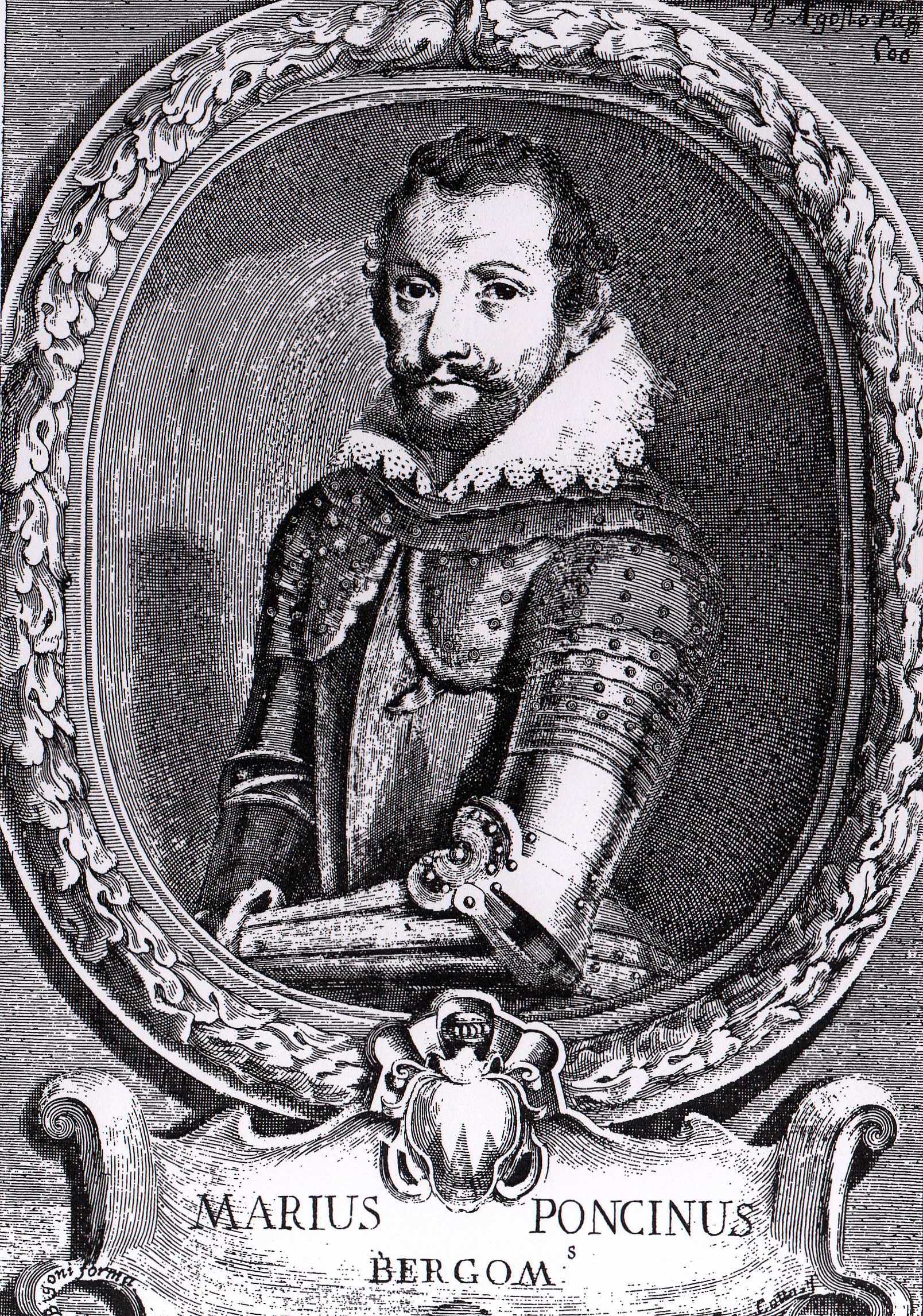
Giacomo Cotta, Ritratto di Mario Poncini, XVII secolo

Attorno agli anni Venti e Trenta del Quattrocento fanno la loro comparsa i primi membri della famiglia che più di tutte lascerà il segno nella storia del Padergnone, detenendone la proprietà per oltre 250 anni: i Poncini. Ricchissima famiglia di mercanti di stoffe, arrivarono a possedere una bottega di "drapperia" nella vicinia di San Pancrazio. Fu Antonio detto Tonolo Poncini che, a partire dal 1426, iniziò l'acquisto dei primi appezzamenti di terra in contrada Paternione da parte di Garolo de Capitaneis da Mozzo; l'allargamento del latifondo continuerà fino agli inizi del secolo successivo, quando prenderanno avvio anche i lavori di costruzione e ristrutturazione.
Tonolo sposò Dorotea Trivulzio nel 1441. Tra i suoi figli, merita di essere ricordato Maffeo, tutore di Gian Girolamo Grumelli, meglio noto come il "Cavaliere in rosa" ritratto da Giovan Battista Moroni.

### Cinquecento
Nel 1508 i fratelli Girolamo e Giovanni Poncini si accordano con il maestro Defendo da Bergno da Fontanella per l'edificazione del palazzetto con loggia che occupa il lato est del cortile centrale. Tra gli affreschi ancora visibili, riferibili alla campagna decorativa degli anni Quaranta, si notano episodi edificanti tratti dalle Noctes Atticae di Aulo Gellio, tra cui "Gaio Fabrizio che rifiuta l'oro dei Sanniti" e "Milone di Crotone intrappolato nella quercia"; inoltre, in un angolo, misteriosa è la presenza dell'impresa araldica del cardinale Raffaele Riario, forse copiata per il carattere generalmente ben augurante del motto Hoc opus, sic perpetuo. Anche l'interno della galleria fu decorato, con scene di caccia e di pesca alle pareti e stucchi dorati sui soffitti. 

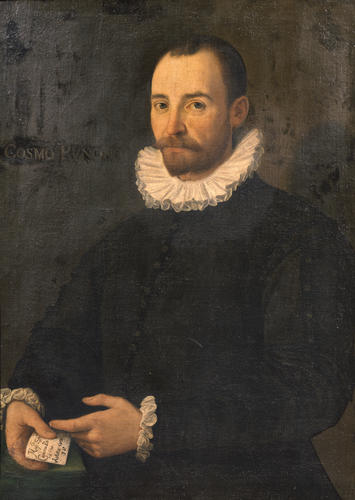
Gian Francesco Terzi (?), Ritratto di Cosimo Poncini, 1576 circa, Accademia Carrara

Nel suo testamento del 1513 Girolamo lascia disposizioni per la ristrutturazione e decorazione dell'antica cappella castrense dedicata alla Santissima Trinità; pare che i progetti siano stati forniti dall'architetto Andrea Ziliolo, collaboratore del più famoso Pietro Isabello: egli infatti compare tra i testimoni dell'atto. I due maestri prestarono altri servizi alla famiglia in quegli stessi anni, progettando il palazzo in porta San Giacomo (1519; nel luogo dove sorge il palazzo Medolago Albani e una cappella funeraria, mai realizzata, per la chiesa di Sant'Agostino.
Il nuovo oratorio di San Michele, nell'angolo sud del giardino, venne utilizzato come cappella privata della famiglia fino al 1660, allorché il nobile Mario Poncini ottenne dal vescovo Gregorio Barbarigo la concessione per aprirlo alla pubblica devozione; in quell'occasione la dedicazione passò alla Beata Vergine. Abbandonato nel corso del settecento a causa dei rumori del vicino mulino, che recavano disturbo durante la celebrazione, divenne nell'ottocento abitazione del giardiniere. A testimonianza dell'antico utilizzo, restano soltanto gli affreschi del catino absidale e le cornici in cotto della facciata esterna, con lo stemma della famiglia Poncini. Proprio dalla facciata proviene una lapide, datata 1580, che ricorda i fratelli Giovanni Andrea, Cosimo e Celso Poncini.
Agli inizi del Cinquecento risalgono anche i preziosi affreschi della torre, che presenta due sale voltate a ombrello e interamente decorate con stemmi e ritratti. Nella prima, al piano terreno, campeggiano le armi delle famiglie con cui i Poncini si imparentarono nel corso degli anni: Trivulzio, Grumelli, Solza, Benaglio, Casali, Rota, oltre che curiose raffigurazioni di animali e esseri fantastici nei peducci delle volte; nella seconda sono presenti tondi di grande eleganza, con all'interno profili di imperatori romani laureati. Significativa la presenza dello stemma dei Passi de Preposulo, i cui membri, più volte unitisi in matrimonio con i Poncini, avevano commissionato, per la loro casa al Pozzo Bianco, un ciclo di affreschi molto simile a quello di Padergnone, che forse servì da modello. Vera è la leggenda secondo cui dalla torre si diramasse un passaggio sotterraneo, come testimoniato dalla botola che si apriva nel pavimento della prima sala; meno certo è il percorso seguito da questo camminamento: si dirigeva alla vicina località Portico, oppure conduceva ad un antico fortilizio di Grassobbio.

### Seicento: gli Albani
Nel corso del Seicento Mario Poncini provvide a realizzare la villa vera e propria, con la decorazione della facciata sul parco, la costruzione del ninfeo e l'arredo del giardino. Con la morte di Girolamo Poncini il Giovane, avvenuta nel 1698, la famiglia si estinse senza eredi e la proprietà del Padergnone passò nelle mani della sorella Lelia e di suo marito, il conte Giovanni Albani. Questi ultimi si erano sposati nel 1661, come ricorda un sontuoso camino al piano nobile del palazzetto. Ha inizio così la breve parentesi degli Albani, di cui rimane traccia negli affreschi del cortile centrale, che celebrano il cardinale Giovanni Girolamo Albani e il figlio Giovanni Domenico con la moglie Paola Calepio.

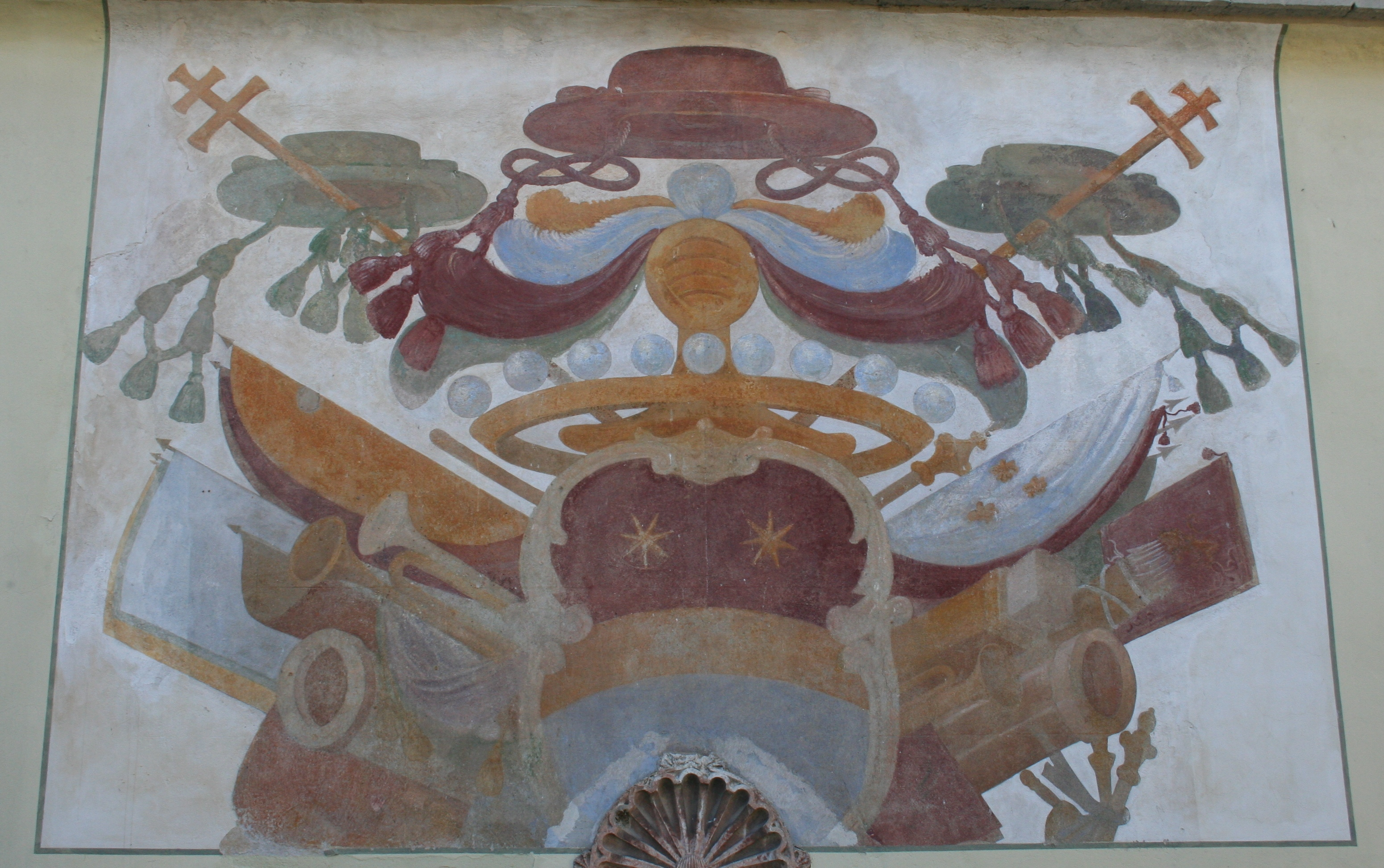
Stemma Albani, XVII secolo

Queste decorazioni si trovano sul campanile a vela che chiude il cortile a ovest. Il quadrante a sei ore, ancora visibile, suggerisce la presenza di un orologio, il cui meccanismo, funzionante grazie al restauro di Gio Locatelli], è conservato al piano terra. Sebbene la campana, con i nomi di Alessandro e Mario Poncini, sia datata 1668, la macchina in ferro battuto è certamente collocabile entro il XVI secolo e presenta somiglianze con le realizzazioni dei bresciani Gennari.

### Settecento: i Sonzogni e la chiesina della Beata Vergine

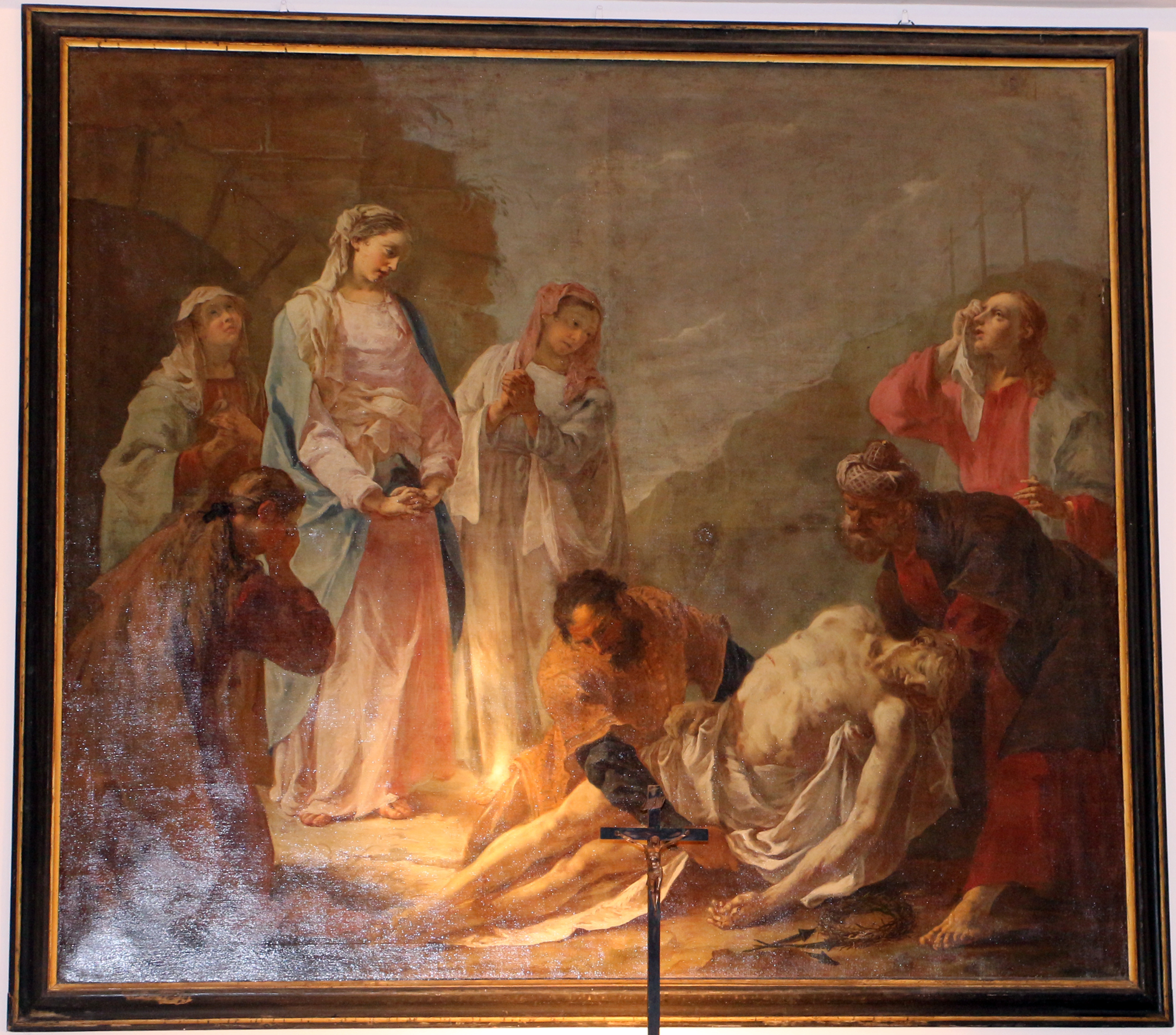
Francesco Capella, Deposizione di Cristo, 1765 circa, chiesina della Beata Vergine di Padergnone

Nel 1744 Francesco e Giovanni Estore Albani vendono il complesso a Giuseppe Maria Sonzogni; alla nuova famiglia è da attribuire la ristrutturazione della villa: fu abbellito il giardino con fontane e statue caricaturali di nani, nonché di eroi della mitologia (Ercole che sconfigge l'Idra di Lerna); fu sistemata la facciata della villa seicentesca, ricoprendo i candidi affreschi d'epoca con decorazioni a medaglioni raffiguranti i volti degli imperatori; fu ristrutturata la torre medievale, con l'aggiunta del quarto e ultimo piano; fu costruita la nuova cappella, qualche centinaia di metri più a nord di quella cinquecentesca. Dato il profondo degrado in cui era caduta quest'ultima, 1761 il vescovo Antonio Redetti autorizzò il nuovo proprietario Sonzogni a riedificare la chiesina; i lavori si conclusero nel 1769.
L'edificio presenta una pianta longitudinale composta da una navata rettangolare e da un presbiterio sopraelevato quadrangolare; la navata è voltata a botte, mentre l'abside è sovrastata da una cupola di forma ellittica. Di notevole interesse è la pala d'altare, che rappresenta la Madonna con il Bambino e Sant’Antonio di Padova: è attribuita al pittore Carlo Francesco Nuvolone. Altra importante tela è quella di fronte all'ingresso, raffigurante la Veronica che soccorre Gesù caduto, di attribuzione carraccesca. Ancora, la Deposizione di Cristo, posta sopra il confessionale, è uno splendido olio su tela del veneto Francesco Capella detto “Daggiù”. Sulle pareti della chiesa si trovano poi sei tele minori settecentesche e dodici stazioni di una Via Crucis francese (opera della litografia parigina Turgis) del XIX secolo. Nella sagrestia degni di nota sono il mobilio originale in radica di noce e due cromolitografie dell'Accademia Imperial Regia di Vienna che riproducono il Sacro Cuore di Gesù di Pompeo Batoni (1708-1787) e il Sacro Cuore di Maria.

### Dall'Ottocento ai giorni nostri
Una complicatissima questione ereditaria si aprì alla morte di Teodoro Sonzogni, ultimo erede in linea maschile, e di suo nipote, Domenico, avvenute nel 1826. Entrarono dunque in gioco le famiglie Sottocasa, Carrara e Brentani, che abitarono il Padergnone nel corso dell'Ottocento.
In seguito al matrimonio di Giuseppa e Marianna Brentani con Alessandro e Giovanni Battista Venanzi, la proprietà passò poi nelle mani di quest'ultimi. Ai primi del Novecento risale la costruzione del laghetto con la grotta in pietra, simile a quello della Villa Brentani di Scanzorosciate, e la ristrutturazione in stile Liberty di un'ala della villa.
La famiglia Venanzi vendette la casa ad Alessandro e Gaetano Ferrari tra il 1939 e il 1941. Infine, nel 1957 Augusto Mascheretti acquistò il complesso con l'intero latifondo, la villa è abitata dai suoi discendenti.